# La Hoz de la Vieja
Pour les articles homonymes, voir Hoz.
La Hoz de la Vieja est une commune d’Espagne, dans la Comarque de Cuencas Mineras, province de Teruel, communauté autonome d'Aragon.